# Olivier Daviaud
Pour les articles homonymes, voir Daviaud.
 (octobre 2024).
 (juillet 2024).
 (mai 2024).
La mise en forme du texte ne suit pas les recommandations de Wikipédia : il faut le « wikifier ».
Les points d'amélioration suivants sont les cas les plus fréquents. Le détail des points à revoir est peut-être précisé sur la page de discussion.
- Les titres sont pré-formatés par le logiciel. Ils ne sont ni en capitales, ni en gras.
- Le texte ne doit pas être écrit en capitales (les noms de famille non plus), ni en gras, ni en italique, ni en « petit »…
- Le gras n'est utilisé que pour surligner le titre de l'article dans l'introduction, une seule fois.
- L'italique est rarement utilisé : mots en langue étrangère, titres d'œuvres, noms de bateaux, etc.
- Les citations ne sont pas en italique mais en corps de texte normal. Elles sont entourées par des guillemets français : « et ».
- Les listes à puces sont à éviter, des paragraphes rédigés étant largement préférés. Les tableaux sont à réserver à la présentation de données structurées (résultats, etc.).
- Les appels de note de bas de page (petits chiffres en exposant, introduits par l'outil «  Source ») sont à placer entre la fin de phrase et le point final[comme ça].
- Les liens internes (vers d'autres articles de Wikipédia) sont à choisir avec parcimonie. Créez des liens vers des articles approfondissant le sujet. Les termes génériques sans rapport avec le sujet sont à éviter, ainsi que les répétitions de liens vers un même terme.
- Les liens externes sont à placer uniquement dans une section « Liens externes », à la fin de l'article. Ces liens sont à choisir avec parcimonie suivant les règles définies. Si un lien sert de source à l'article, son insertion dans le texte est à faire par les notes de bas de page.
- La présentation des références doit suivre les conventions bibliographiques. Il est recommandé d'utiliser les modèles {{Ouvrage}}, {{Chapitre}}, {{Article}}, {{Lien web}} et/ou {{Bibliographie}}. Le mode d'édition visuel peut mettre en forme automatiquement les références.
- Insérer une infobox (cadre d'informations à droite) n'est pas obligatoire pour parachever la mise en page.

Pour une aide détaillée, merci de consulter Aide:Wikification.
Si vous pensez que ces points ont été résolus, vous pouvez retirer ce bandeau et améliorer la mise en forme d'un autre article.
Olivier Daviaud est un compositeur, musicien et arrangeur français né le 3 août 1971 à Suresnes. 
Il a notamment composé les bandes originales des films de Joann Sfar. Fidèle collaborateur de Bertrand Belin, Dionysos, Mathias Malzieu ou Olivia Ruiz. On peut également écouter son travail sur une centaine de productions discographiques.

## Bandes originales de films

### Longs métrages
- Juliette au printemps, de Blandine Lenoir / violoncelliste, pianiste, 2024
- Seule la Terre est éternelle, de François Busnel et Adrien Soland / cocompositeur avec Mathias Malzieu, 2022
- Petit Vampire, de Joann Sfar / nommé au César du meilleur film d'animation (catégorie long-métrage) / prix à la Diffusion de la Fondation Gan pour le Cinéma au Festival International du Film d'Animation d'Annecy / compositeur, 2020
- Une sirène à Paris, de Mathias Malzieu / cocompositeur, 2020
- La Dernière folie de Claire Darling, de Julie Bertuccelli / compositeur, 2019
- Rue de l'utopie, de Josiane Zardoya et Maïté Debats / compositeur, 2019
- Sur quel pied danser, de Paul Calori et Kostia Testut / compositeur, 2016
- La Cour de Babel, de Julie Bertuccelli / nommé au César du meilleur film documentaire / Meilleur documentaire des Trophées francophones du cinéma / compositeur, 2014
- Jack et la mécanique du cœur, de Mathias Malzieu et Stéphane Berla / nommé au César du meilleur film d'animation (catégorie long-métrage) / cocompositeur, 2014
- Le Chat du Rabbin, de Joann Sfar / César du meilleur film d'animation (catégorie long-métrage) / Cristal du long métrage au Festival international du film d'animation d'Annecy 2011 / Prix Henri Langlois 2012 / compositeur, 2011
- Gainsbourg, vie héroïque, de Joann Sfar / César du meilleur premier film / compositeur, 2010

### Courts métrages
- La caverne, de Joann Sfar / compositeur, 2016
- Le distributeur d'aurores boréales, de Mathias Malzieu / cocompositeur, 2016
- Strom, de Lucie Sunková / compositeur, 2016
- Mademoiselle Kiki et les Montparnos, d'Amélie Harrault / César du meilleur film d'animation (catégorie court-métrage) / compositeur, 2012
- Bisclavret, d'Émilie Mercier / compositeur, 2011
- Sous le vernis, de Catherine Tanitte / compositeur, 2006
- L'Homme de la lune, de Serge Elissalde / Prix SACEM de la meilleure musique pour un court-métrage au Festival international d'Annecy 2007 / compositeur, 2006

### Pour la télévision
- 2024 : L'armée des romantiques, une série (4 x 52 min) d'Amélie Harrault / Silex Films, Arte / compositeur
- 2023 : Patagonie, la route du bout du monde, un film (52 min) de Matthieu Maillet / Cinétévé, Arte / compositeur
- 2020 : Sardine de l'espace, saison 1, une série (52 × 10 min) de David Garcia / Canal+ / compositeur
- 2019 : Norvège, l'appel du merveilleux, un film (52 min) de Matthieu Maillet / Magneto, Arte / cocompositeur
- 2016 : Chefs, saison 2, une série (8 × 52 min) d'Arnaud Malherbe / Calt, France 2 / compositeur du générique et de la musique additionnelle
- 2015 : Les Aventuriers de l'art moderne, une série (6 × 52 min) d'Amélie Harrault / Silex Films, Arte / compositeur de la musique additionnelle
- 2015 : Chefs, saison 1, une série (6 × 52 min) d'Arnaud Malherbe / Calt, France 2 / compositeur
- 2011 : Main basse sur une île, un film (120 min) d'Antoine Santana / ADR Productions, Arte / compositeur

### Pour le web
- Les femmes chez Molière - Ni précieuses, ni ridicules - une série (6 × 10 min) réalisée par David Unger / produite par Le Grizzly pour Lumni / Avec les élèves du Conservatoire National Supérieur d'Art Dramatique / compositeur, 2022
- Iphigénie à l'Opéra : on vous dit tout ! - une série (15 × 5 min) réalisée par Stéphan Aubé / produite par Angers-Nantes Opera / compositeur, 2020

## Musiques pour la radio
- Les Aventures de Tintin, Tintin au Tibet, une fiction France Culture, (3 × 25 min), réalisation Benjamin Abitan, avec l'Orchestre National de France, dir. Rebecca Tong / compositeur, 2023
- Les Aventures de Tintin, Le Secret de La Licorne, une fiction France Culture, (4 × 25 min), réalisation Benjamin Abitan, avec l'Orchestre National de France, dir. Barbara Dragan / compositeur, 2023
- Les Aventures de Tintin, Les Bijoux de la Castafiore, une fiction France Culture, (5 × 25 min), réalisation Benjamin Abitan, avec l'Orchestre National de France, dir. Didier Benetti / compositeur, 2020
- Les Aventures de Tintin, Le Temple du Soleil, une fiction France Culture, (5 × 25 min), réalisation Benjamin Abitan, avec l'Orchestre National de France, dir. Didier Benetti / compositeur, 2019
- Les Aventures de Tintin, Les Sept Boules de cristal, une fiction France Culture, (5 × 25 min), réalisation Benjamin Abitan, avec l'Orchestre National de France, dir. Didier Benetti / compositeur, 2017
- Les Aventures de Tintin, Le Lotus Bleu, une fiction France Culture, (5 × 25 min), réalisation Benjamin Abitan, avec l'Orchestre National de France, dir. Didier Benetti / compositeur, 2016
- Les Aventures de Tintin, Les Cigares du Pharaon, une fiction France Culture, (5 × 25 min), réalisation Benjamin Abitan, avec l'Orchestre National de France, dir. Didier Benetti / compositeur, 2015
- Vous voyez le tableau, Saison 1, France Inter, 72 émissions, réalisation Marie Casanova, chroniqueur Joann Sfar / compositeur, printemps 2013 (diffusion de la première émission le 18 février 2013)
- À bicyclette, France Inter, 21 émissions, réalisation Yann Chouquet, chroniqueur Joann Sfar / compositeur et arrangeur, 2013
- Vous voyez le tableau, Saison 2, France Inter, 165 émissions, réalisation Lilian Alleaume, chroniqueur Joann Sfar / compositeur, saison 2013-2014

## Musiques pour le musée
- Exposition temporaire Brassens ou la liberté, à la Cité de la Musique. Commissaires : Clémentine Deroudille et Joann Sfar / composition de la bande son, 2011
- Exposition temporaire Salvador Dalí, une seconde avant l’éveil, à l’Espace Dalí. Dessins de Joann Sfar / composition de la bande son, 2016-2017

## Musiques pour la scène

### Théâtre
- Hamlet, de William Shakespeare, dans la traduction d'Yves Bonnefoy, mise en scène d'Audrey Bonnet, musique de Nicolas Delbart / participation à la bande son, 2023
- Les Mystiques, ou comment j’ai perdu mon ordinateur entre Niort et Poitiers, de Hédi Tillette de Clermont-Tonnerre, mise en scène de l'auteur / participation à la bande son, 2018-2019
- Les deux frères et les lions, de Hédi Tillette de Clermont-Tonnerre, mise en scène de l'auteur / participation à la bande son, 2014-2016
- Shopping and fucking, de Mark Ravenhill, mise en scène Thierry Harcourt / participation à la bande son, 2001

### Concert-fiction
- Tintin au Tibet, un concert-fiction coproduit par la Comédie-Française, Tintinimaginatio, France Culture et l’Orchestre National de France / Adapté par Katell Guillou, d'après la bande dessinée d'Hergé Tintin au Tibet éditée par Casterman / Réalisé par Benjamin Abitan / Enregistré en public au Studio 104 de la Maison de la Radio, le 17 novembre 2023 / Avec Noam Morgensztern (Tintin), Thierry Hancisse (Haddock), Marina Cappe (Milou) et la Troupe de la Comédie-Française / L’Orchestre National de France est dirigé par Rebecca Tong / composition, 2023

### Danse
- Sombrero (puis Sombreros), un spectacle de Philippe Decouflé / participation à la bande son et présence sur scène (au violoncelle et au piano), 2007-2010
- Volver, une création d’Olivia Ruiz et Jean-Claude Gallotta / directeur musical, 2016-2017

### Cirque
- Triple Trapeze, de Wise Fools / participation à la bande son, 2022

### Chanson
- Bouches cousues, une création d'Olivia Ruiz mise en scène par Jérémie Lippmann / le spectacle comprend quelques chansons dont la musique a été composée par Olivier Daviaud, 2021-2022

## Discographie
- Les minimots, de Minibus / arrangements, chœurs et violoncelle sur une chanson, 2024
- Altamar, de Gatica / chœurs sur une chanson, 2024
- L'Extraordinarium, de Dionysos / coréalisation, cocomposition, arrangements, direction musicale, piano, violoncelle, chœurs, programmations, 2023
- Chemin d'écriture - L'intégrale des chansons, d'Yves Duteil / 16 CD Bayard Musique / arrangements de quelques chansons inédites, 2023
- La symphonie du temps qui passe, de Mathias Malzieu et Daria Nelson / cocomposition, arrangements et direction musicale, piano, chœurs, programmations, 2022
- La symphonie du temps qui passe, édition spéciale, de Mathias Malzieu et Daria Nelson, comprenant 1 CD, 1 DVD "La symphonie du temps qui passe (le film)", et 1 DVD exclusif "La symphonie du temps qui passe (Live au Trianon) / cocomposition, arrangements et direction musicale, piano, chœurs, programmations, 2022
- Time Machine Expérience, de Dionysos / arrangements, piano, accordéon, chœurs, flûte, 2021
- Chemins de liberté (Les chansons du livre), d'Yves Duteil (4 CD Bayard Musique 75 titres, inclus 15 versions inédites studio ou live), arrangements de quelques versions inédites, 2021
- Petit Vampire, d'Olivier Daviaud / composition, réalisation, piano, programmations, 2020
- Le dérèglement joyeux de la métrique amoureuse, de Mathias Malzieu et Daria Nelson / piano, programmations, violoncelles / Eggman Records, 2020
- Surprisier, de Dionysos / arrangements, piano, violoncelle, claviers, chœurs, mellotron, 2020
- La maison de Sel, de Yvonne La Nuit / arrangements, claviers, violoncelles, chœurs / Eggman Records, 2020
- Norvège, l'appel du merveilleux, d'Olivier Daviaud et Dionysos / cocomposition, programmations, violoncelles, chœurs, 2019
- Petit Déluge, de Cyrz / arrangements, claviers, violoncelles, chœurs / Eggman Records, 2018
- À nos corps-aimants, d'Olivia Ruiz / piano, arrangements des cuivres et des cordes, chœurs, 2016
- Cap Waller (nouvelle édition), de Bertrand Belin / arrangements d'un titre, 2016
- Vampire en pyjama, de Dionysos / arrangements, piano, violoncelle, claviers, chœurs, mellotron, 2016
- Folies douces, d'Emji / composition, arrangements et claviers, 2016
- Chefs, saison 2, de Flemming Nordkrog et Olivier Daviaud / compositeur du générique et de la musique additionnelle, 2016
- Best, de Fiodor Dream Dog / violoncelles sur un titre, 2015
- The Fantastic 4 Eggwomen !, d'Olivia Ruiz, The Rodeo, Dionysos, Mesparrow, / coréalisation, arrangements, claviers, violoncelles et chœurs / Eggman Records, 2015
- Des airs de liberté, ouvrage collectif hommage à Jean Ferrat, contribution de Dionysos / arrangements, claviers, violoncelles, harpe et chœurs, 2015
- Le Chemin de la route, édition prestige, des Matchboxx / pianiste sur Petit porc et choriste sur Le chemin de la route, 2015
- La fille que je n'embrasse pas, de Lise / violoncelles et chœurs / Eggman Records, 2015
- Jack et la mécanique du cœur, de Dionysos, arrangeur, pianiste, violoncelliste et choriste, 2014
- Le Guerrier de Porcelaine, de Mathias Malzieu / piano, mellotron et chœurs / Eggman Records, 2014
- Parcs, de Bertrand Belin / piano, claviers et violoncelle, 2013
- Nu là-bas, de Tété / violoncelle sur un titre, 2013
- Bird 'n' Roll, de Dionysos / arrangements, piano, violoncelle, chœurs et sifflets d'oiseaux, 2012
- Second of joy, de Fiodor dream dog / violoncelle sur un titre, 2012
- Dead men chronicles, d'Alan Corbel / piano et violoncelles, 2012
- Jeune Chanteur, de Charles Berling / violoncelles et chœurs, 2012
- Le Calme et la Tempête, d'Olivia Ruiz / arrangements, piano et violoncelles, 2012
- Le Chat du rabbin, d'Olivier Daviaud / compositeur, réalisateur et polyinstrumentiste, 2011
- Tels Alain Bashung, ouvrage collectif, contribution de Dionysos / arrangeur, pianiste, choriste et violoncelliste, 2011
- Pensez à moi, de Georges Brassens, avec François Morel, Bertrand Belin et Olivier Daviaud / compositeur et réalisateur, 2011
- Je suis au paradis, de Thomas Fersen, arrangeur, pianiste, violoncelliste et choriste, 2011
- Le Verger, de Bastien Lallemant, organiste sur un titre, 2010
- Gainsbourg, vie héroïque, d'Olivier Daviaud, compositeur, arrangeur, réalisateur et polyinstrumentiste, 2010
- La Montagne, de Greg Gilg, violoncelliste, 2010
- La Vitesse, de Nicolas Roudier, arrangeur, pianiste et violoncelliste, 2010
- Eats music, de Dionysos, pianiste et violoncelliste, 2009
- Miss Météores, d'Olivia Ruiz, compositeur, arrangeur, pianiste et violoncelliste, 2009
- Pays sauvage, d'Emily Loizeau, arrangeur et pianiste sur un titre, 2009
- Le Lac aux Vélies, de Nosfell, pianiste sur un titre, 2009
- Alexandres, de Polo, réalisateur, compositeur, arrangeur et polyinstrumentiste, 2009
- Opre scena, de Les yeux noirs, pianiste, 2009
- 1800 désirs, de Martin Rappeneau, violoncelliste et choriste, 2009
- Mélancolie frénétique, de Cyrz, violoncelliste et choriste, 2009
- Six uses for a heart, de France de Griessen, organiste sur un titre, 2009
- Fantaisie littéraire, ouvrage collectif, contribution de Bertrand Belin, pianiste, violoncelliste et choriste, 2008
- L'Âme de fond, de Flow, pianiste et organiste, 2008
- Régine's duets, de Régine, violoncelliste, 2008
- Le Bal des gens bien, de Salvatore Adamo, pianiste et violoncelliste, 2008
- Infréquentable, de Bénabar, pianiste et organiste, 2008
- (fr)agiles, d'Yves Duteil, pianiste, organiste et violoncelliste, 2008
- La mécanique du cœur, de Dionysos, arrangeur, pianiste, violoncelliste et choriste, 2007
- La Perdue, de Bertrand Belin, arrangeur d'un titre, pianiste et violoncelliste, 2007
- Best of + live, de Bénabar, arrangeur pour le live, pianiste, organiste et choriste, 2007
- Les Portes, d'Hiripsimé, pianiste, violoncelliste et choriste, 2007
- Atmosphériques a 10 ans, artistes variés, pianiste, violoncelliste et choriste, 2007
- Célibataire, de David Courtin, compositeur des titres Naussac et Dis-moi pourquoi, 2006
- Amor Doloroso, de Jacques Higelin, arrangeur, pianiste, violoncelliste et choriste, 2006
- L'Autre Bout du monde, d'Emily Loizeau, arrangeur d'un titre, pianiste, violoncelliste et choriste, 2006
- Exactement, de Sanseverino, pianiste, violoncelliste et choriste sur un titre (bonus de l'édition limitée), 2006
- Gibraltar, d'Abd al Malik, arrangeur, pianiste, violoncelliste, choriste et flûtiste, 2006
- Le Grand Dîner, ouvrage collectif hommage à Dick Annegarn, contribution de Bertrand Belin et Bénabar, pianiste, 2006
- K2 Airlines, de K2R Riddim, composition d'une chanson, 2006
- S'embrasser, de Patxi, violoncelliste, 2006
- Les Paradis disponibles, d'Aldebert, pianiste, 2006
- Je vous emmène, de Christophe Mali, arrangeur et violoncelliste sur un titre, 2006
- Les Métamorphoses de Mister Chat, de Dionysos, contribution d'Olivia Ruiz et Bertrand Belin, arrangeur et polyinstrumentiste, 2006
- Higelin enchante Trenet, de Jacques Higelin, pianiste et violoncelliste, 2005
- La Femme chocolat, de Olivia Ruiz, compositeur, arrangeur, pianiste, violoncelliste et choriste, 2005
- Fredo chante Renaud, de Fred Burguière, pianiste et violoncelliste, 2005
- Reprise des négociations, de Bénabar, arrangeur, pianiste, violoncelliste et choriste, 2005
- Bertrand Belin, de Bertrand Belin, pianiste, violoncelliste et choriste, 2005
- Portes dorées, de Polo, compositeur, arrangeur, pianiste, violoncelliste et choriste, 2005
- Bref, de Michaël Clément, réalisateur, arrangeur, pianiste, violoncelliste et choriste, 2005
- 5 titres, de Julie B. Bonnie, pianiste, 2005
- Foule contact, de K2R Riddim, compositeur et arrangeur, 2005
- Suemos de humedad, de Belém, pianiste et violoncelliste, 2005
- Je ne suis encore le musée que de presque rien, de nikko, violoncelliste sur un titre, 2005
- Terrain vague des Ogres de Barback, choriste sur un titre, 2004
- Live au Grand Rex de Bénabar, pianiste, violoncelliste et choriste, 2004
- Tchorba de Les yeux noirs, organiste, 2004
- L'Année du singe d'Aldebert, pianiste et violoncelliste, 2004
- Decaphonik de K2R Riddim, compositeur, arrangeur, pianiste, violoncelliste et choriste, 2004
- Tout ceci n'est pas si sûr de 26 Pinel, pianiste et choriste, 2004
- Minimal des Chamot, violoncelliste, 2004
- Live de Polo, compositeur, arrangeur et violoncelliste, 2003
- 5 titres de Bertrand Belin, pianiste, 2003
- La concession du Garage Rigaud, arrangeur, pianiste, violoncelliste et harmoniumiste, 2003
- J'aime pas l'amour d'Olivia Ruiz, compositeur, guitariste et choriste sur une chanson, 2003
- Grain de sable de Tryo, arrangeur, pianiste et violoncelliste sur une chanson, 2003 / L'album est certifié "double disque d'or".
- La Pittoresque Histoire de Pitt'ocha, des Ogres de Barback, arrangeur, choriste et flûtiste sur deux chansons, 2003
- Le Tapis d'Esma, de Eric Slabiak, pianiste, violoncelliste, 2003
- Flor de Tango (remixes), de Isabel Juanpera, violoncelliste, 2003
- D'apparence en apparence, de Louis, violoncelliste, 2003
- Aux suivants, 2e édition, ouvrage collectif, contribution de Bénabar, arrangeur, pianiste, violoncelliste, 2003
- Rumeurs de ville, de Néry, compositeur, orchestrateur et pianiste, 2002
- La Moufle, de Eric Slabiak, pianiste, organiste et violoncelliste, 2002
- Champ libre, de La Tordue, arrangeur et violoncelliste, 2002
- çui-là, de Pierre Perret, arrangeur d'une chanson, violoncelliste sur d'autres titres, 2002
- Vol libre, de Néry, compositeur, arrangeur, pianiste et violoncelliste, 2001
- Celles qui nous restent, de Mahzet, arrangeur des cordes et violoncelliste, 2001
- Appel d'R, de K2R Riddim, réalisateur, compositeur, arrangeur, pianiste, violoncelliste et choriste, 2001
- Is today tomorrow ?, de SPOR, arrangeur des cordes, 2001
- À Paris, de Polo, compositeur, arrangeur, pianiste, violoncelliste et choriste, 2000
- Irfan (le héros), des Ogres de Barback, assistant à la réalisation et oreille attentive, 1999
- La vie c'est de la viande qui pense, de Néry, compositeur, arrangeur, pianiste, violoncelliste et choriste, 1999
- Live, de K2R Riddim, compositeur et arrangeur, 1999
- Une carrière en plomb, des Matchboxx, pianiste sur Pipiou fait cuicui et organiste sur Madame, 1999
- L'Amour fou, de Polo, pianiste, 1998
- Le Chemin de la route, des Matchboxx, pianiste sur Petit porc et choriste sur Le chemin de la route, 1998
- Carnet de roots, de K2R Riddim, compositeur, arrangeur, pianiste, violoncelliste et choriste, 1998
- En bref, de Néry, pianiste, 1998
- Aux suivants, 1re édition, ouvrage collectif, contribution de Polo, arrangeur, pianiste, violoncelliste, 1998
- Rue du temps, des Ogres de Barback, oreille attentive, chœur sur un titre, 1997

## Sur scène

### Séries de concerts
- Tournée La Symphonie du Temps qui Passe, avec Mathias Malzieu et Daria Nelson / direction musicale, piano, claviers, chœurs, 2023
- Mini-tournée (lectures musicales) Le Guerrier de Porcelaine, avec Mathias Malzieu et Mike Ponton / piano, chœurs, 2022
- Tournée Le dérèglement joyeux de la métrique amoureuse, avec Mathias Malzieu et Daria Nelson / direction musicale, piano, violoncelle, chœurs, thérémine, 2021 (la tournée est finalement reportée sine die pour cause de fermeture des théâtres liée à la pandémie de COVID 19)
- Tournée Cap Waller, avec Bertrand Belin / piano, lap steel, solina string ensemble, chœurs, 2015-2017
- Tournée Parcs, avec Bertrand Belin / piano, lap steel, solina string ensemble, chœurs, cythare, 2013-2015
- Mini-tournée (lectures musicales) Le Plus Petit Baiser jamais recensé, avec Mathias Malzieu / piano, lap steel, chœurs, cythare, 2013
- Tournée Hypernuit, avec Bertrand Belin / piano, chœurs, 2011-2013
- Mini-tournée (lectures musicales) Métamorphose en bord de ciel, avec Mathias Malzieu / piano, chœurs, 2011
- Tournées Sombrero puis Sombreros, avec la Cie DCA Philippe Decouflé / piano, violoncelle, glockenspiel, chant, 2007-2010
- Tournée La Perdue, avec Bertrand Belin / piano, violoncelle, chœurs, 2007-2008
- Tournée Reprise des négociations, avec Bénabar / direction musicale, piano, fender rhodes, orgue hammond, chœurs, 2006
- Tournée Higelin enchante Trenet, avec Jacques Higelin / piano, violoncelle, 2005
- Tournée Les Risques du métier, avec Bénabar / piano, fender rhodes, violoncelle, chœurs, 2003-2005
- Cabarets du Grand Poulet, avec Néry, Polo, Christophe Salengro et Franck Lorrain / direction musicale, piano, 2002
- Tournées La vie c'est de la viande qui pense puis Vol libre, avec Néry / piano, violoncelle, chœurs, 1998-2003
- Tournées Bienvenue dans l'univers puis Polo à Paris, avec Polo / piano, violoncelle, chœurs, 1997-2004
- Tournée Carnet de roots, avec K2R Riddim / piano, claviers, violoncelle, 1996-1997, puis quelques apparitions au violoncelles dans les années qui suivent.

### Autres apparitions
- Apparitions régulières au violoncelle avec le groupe Dionysos depuis 2007 lors d'événements exceptionnels
- Quelques participations épisodiques avec Nosfell, Loïc Lantoine, Emily Loizeau, Olivia Ruiz, Les Ogres de Barback, Tryo, Les Nonnes Troppo, Les épis noirs

## Spots publicitaires
- Films Domitys : "Tellement bien chez moi", "Résidences services seniors", et "Libre de faire ce que je veux" / réalisation Julie Bertuccelli / agence Havas Paris / compositeur, 2022
- Films Domitys : "Jacqueline et Roger", "Daniel", "Maryse", et "Josette" / réalisation Julie Bertuccelli / agence Havas Paris / compositeur, 2020
- Film Lancôme : "Hypnôse Star" / réalisation Joann Sfar / agence Publicis / compositeur, 2012
- Film La Poste : "A la Conquête du Numérique" / réalisation Lewis Trondheim / agence BETC / compositeur, 2011
- Film La Poste : "Vida con los Mariachi" / réalisation Lewis Trondheim / agence BETC / compositeur, 2011